# Чобхэм
Чобхэм или Чобхем (название, устоявшееся в русскоязычной литературе. По английски произносится Чобэм. англ. Chobham armour) — неофициальное наименование комбинированной (композитной) брони в европейских странах и США. Оригинальная композиция, давшая название этому типу брони, была разработана в 1960-е годы в Исследовательском центре танкостроения Fighting Vehicles Research and Development Establishment (FVRDE), расположенном в городке Чобем (отсюда название) в графстве Суррей, Англия. С тех пор название стало общим термином популярных изданий для обозначения многослойной танковой брони, содержащей керамические элементы. Другие неофициальные названия брони Чобэм, употребляемые преимущественно в Великобритании и США — «Берлингтон» и «Дорчестер».
Хотя состав брони Чобхэм остаётся засекречен, известно, что она состоит из керамических элементов-пластин, заключённых в металлическую обойму и соединённых с тыльной (опорной) плитой и несколькими эластичными слоями по схеме сталь-керамика-сталь. Из-за высокой твердости используемой керамики броня обладает высокой стойкостью к действию как кумулятивных боеприпасов, так и снарядов кинетического действия (БПС и БОПС). 
Броня Чобхэм впервые была испытана в рамках британской программы разработки опытной машины FV4211 и впервые применена на предсерийных образцах американского ОБТ M1. По опубликованным данным, подобная броня установлена на танках M1 Abrams, Challenger 1 и Challenger 2. Обойма, заключающая в себе керамические элементы, обычно имеет форму крупных блоков, что придаёт танкам, в первую очередь их башням, характерный угловатый вид.

## Защитные свойства

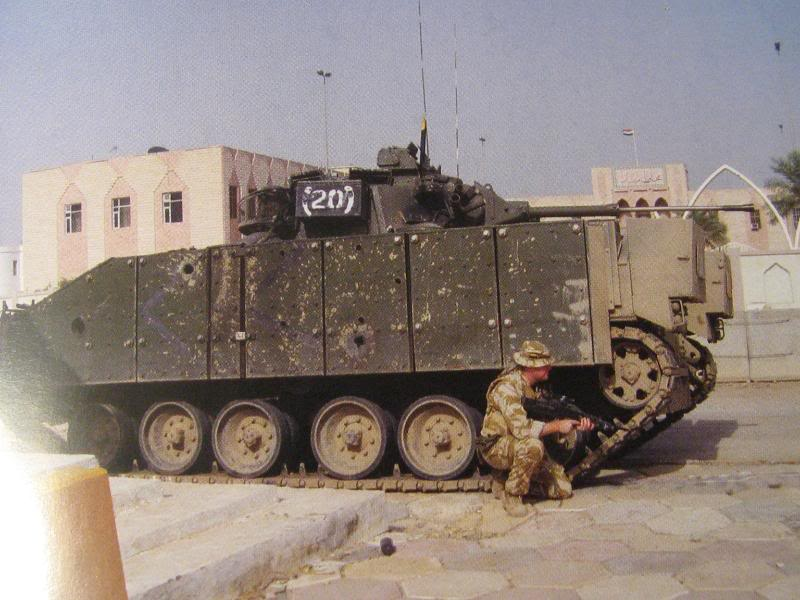
БМП Уорриор с броней Чобэм

Из-за высокой твердости используемой керамики броня обладает высокой стойкостью к кумулятивной струе и, кроме того, вызывает разрушение (срабатывание) бронебойных сердечников снарядов кинетического действия. Легкие снаряды при встрече с твердой плиткой «раскалываются изнутри» из-за высокой скорости и, разрушаясь, не могут проникнуть в броню. Из-за хрупкости керамики входной канал кумулятивного заряда становится не такой гладкий, как при аналогичном проникновении через металл, а более рваный, создающий асимметричное давление, которое искажает геометрию кумулятивной струи, что сильно снижает её пробивную способность. Новые композиты, более прочные, чем ранее, оптимизируют этот эффект за счет своей пористой структуры, вызывая «трещины отклонения». Этот механизм работы брони Чобхэм для борьбы с кумулятивной струей можно сравнить с динамической защитой: отклонённые части основной струи образуются благодаря «трещинам отклонения». Механизм их действия состоит в том, что они сначала уменьшают, а затем, вернувшись под углом, разбивают основную струю. Однако не следует путать этот эффект с эффектом многослойной брони любого типа: между двумя броневыми пластинами находится инертный мягкий эластичный материал, например, резина. После попадания кумулятивного или бронебойного оперенного подкалиберного снаряда пробивается первый броневой слой и при воздействии на резиновый слой происходит деформация и расширение этого слоя с деформацией передней и задней броневых плит. Из-за большого количества помех, которые встречают оба типа снарядов, их пробивающая способность уменьшается. Кроме того, из-за влияния встречной силы стержневой боеприпас может разрушиться, деформироваться или срикошетить, что также уменьшает пробивную способность снаряда.
На сегодняшний день было предано огласке всего несколько случаев боевых потерь танков, защищенных броней Чобхэм; определить процент потерь танков, оснащенных этой броней сложно из-за того, что эта информация является закрытой.
Считается, что при использовании брони Чобхем глубина проникновения уменьшается до 96 % по сравнению со стальным листом того же веса. Более глубокие слои металла продолжают поглощать кинетическую энергию. С помощью композитной брони вероятность поражения танка кумулятивным зарядом резко снижается.
В связи с более широким использованием снарядов кинетического действия, обладающих чрезвычайно высокими скоростями удара при минимально возможной площади поражения по отношению к массе, возникла необходимость дальнейшего увеличения прочности брони. Это реализуется дополнительными слоями урана или вольфрама. Броня основного боевого танка США M1 Abrams содержит слой обедненного урана в дополнение к настоящей броне Chobham; в других танках последнего поколения для этого используется вольфрамовый сплав, с настоящей броней Чобхэм или без нее.
До войны в Персидском заливе технология брони «Чобхэм» считалась проверенной, так как, несмотря на многократные попадания кумулятивных и кинетических боеприпасов, были уничтожены только отдельные танки войск коалиции. Во время Иракской войны неоднократно уничтожались отдельные боевые танки M1 Abrams; однако броня Чобхэм танков коалиционных сил очень редко пробивалась снарядом. Из-за очень высокой стоимости многие части танка не защищены Чобхэмом.
Во время второй иракской войны в 2003 один танк Challenger 2 застрял в канаве во время боя в Басре против иракских сил. Однако экипаж выжил, обороняясь в течение многих часов, будучи защищённым многослойной броней марки Burlington LV2 (называемой разработчиками Chobham второго поколения: англ. Chobham / Dorchester Level 2) от огня противника, при наличии множественных поражений реактивными гранатами типа РПГ.

## Структура
Керамические пластины имеют низкую живучесть, то есть способность выдерживать последовательные поражения без ухудшения защитных свойств. Для уменьшения этого эффекта керамические элементы выполняются относительно небольших размеров. Небольшие шестиугольные или квадратные керамические плитки уложены в матрицу путем изостатического прессования их в нагретую матрицу или путем приклеивания их эпоксидной смолой. С начала 1990-х известно, что соединение элементов-пластин под постоянным давлением с матрицей обеспечивает лучшую стойкость при действии кинетических снарядов, чем склеивание.
Матрица должна опираться на тыльную плиту, которая обеспечивает подпор керамических элементов с тыла и препятствует деформациям металлической матрицы при поражениях. Обычно на долю тыльной плиты  приходится до половины массы матрицы (модуля). Такой модуль крепится к эластичным слоям. Они также абсорбируют некоторую часть энергии удара, но основная их задача - повышение эксплуатационной живучести керамики от вибрации. Можно установить несколько модулей в зависимости от доступного места; таким образом, в зависимости от тактической ситуации броню можно использовать как модульную. Толщина такого модуля составляет примерно от 5 до 6 сантиметров. Первые сборки, так называемые DOP-матрицы (англ. Depth Of Penetration), имели большую толщину. Такая броня имеет лучший уровень защиты, чем обычная стальная броня. Использование малых тонких матриц в большом количестве увеличивает эффективность защиты. Подобное этому бронирование, но с использованием слоев закаленной и мягкой стали, можно увидеть на верхних лобовых деталях современных российских танков.
Так как при поражении сердечником БОПС разрушается много керамических плиток, то нет нужды использовать в конструкции танка рациональные углы наклона брони. Именно поэтому конструкция танка предусматривает возможность встречи снаряда с броней в перпендикулярной плоскости. Обычно керамическая броня дает лучшую защиту именно при перпендикулярном расположении, нежели чем под углом, потому что разрушение распространяется по нормали броневой плиты. Поэтому башни танков, которые защищены броней Чобхэм, имеют не округлые, а четкие рубленые формы.
Подпорная плита отражает энергию удара назад на керамическую плитку широким конусом. Это рассеивает энергию, уменьшая разрушение керамики, но также расширяет область повреждений. Расслоение, которое вызывает отраженная энергия, может быть частично предупреждено тонким податливым слоем графита, который нанесен на лицевую сторону плитки для защиты от отскока ее от броневой плиты.
Сжатые плитки меньше страдают от ударов; в данном случае наличие металлической плиты дает керамическим плиткам также и перпендикулярное сжатие.
Происходило постепенное развитие в производстве керамической брони: керамические плитки были уязвимы для ударов, и поэтому первым шагом, направленным на их укрепление, стало наклеивание их на тыльную плиту; в 1990-х их прочность была увеличена путем сжатия их по двум осям; и наконец было сделано сжатие по третьей оси для оптимизации их сопротивляемости удару Для защиты керамического сердечника, кроме традиционных технологий механической обработки и сварки, используют и несколько передовых технологий, в том числе спекание подвешенного материала вокруг сердечника; выдавливание расплавленного металла вокруг сердечника и распыление расплавленного металла на керамическую плитку.

## Материал
Годами разрабатывались новые и более прочные композитные материалы, они примерно в пять раз прочнее, чем первые образцы керамики. Лучшие образцы плит керамической брони в пять раз крепче стальных плит такого же веса. Обычно это сочетание нескольких керамических материалов или металлических матричных композитов, в состав которых входят керамические соединения с металлической матрицей. В последних разработках используют углеродные нанотрубки, что увеличивает их прочность. Керамика для таких типов брони включает в себя карбид бора, карбид кремния, оксид алюминия, нитрид алюминия, бориды титана, композиции синтетических алмазов. Из них карбид бора является твердым и легким, но также и самым дорогим и хрупким. Карбид бора используют в производстве керамических пластин для защиты от малокалиберных боеприпасов, например для бронежилетов и брони вертолетов; первое применение такой керамической брони приходится на 1960-е годы. Карбид кремния, который лучше всего подходит для защиты от крупных снарядов, использовался лишь на некоторых прототипах наземной техники, например MBT-70. Керамику можно создать холодной или горячей штамповкой. Для удаления воздуха используют сжатие высокой плотности.
Титановые сплавы, используемые в матрице, очень дороги в производстве, но этот металл предпочитают за его легкость, прочность и сопротивление коррозии, что является большой проблемой. Компания Rank заявила, что изобрела алюминиевую матрицу для использования с плитками из карбида бора или карбида кремния.
Подпорная пластина может быть изготовлена из стали, но из-за того, что ее основная задача - это улучшение стабильности и жесткости модуля, возможно использование алюминия в легкой бронетехнике, где предполагается защита только от легкого противотанкового оружия. Подпорная композитная плита, которая деформируется, может выполнять также и роль эластичного слоя.

## Комментарии

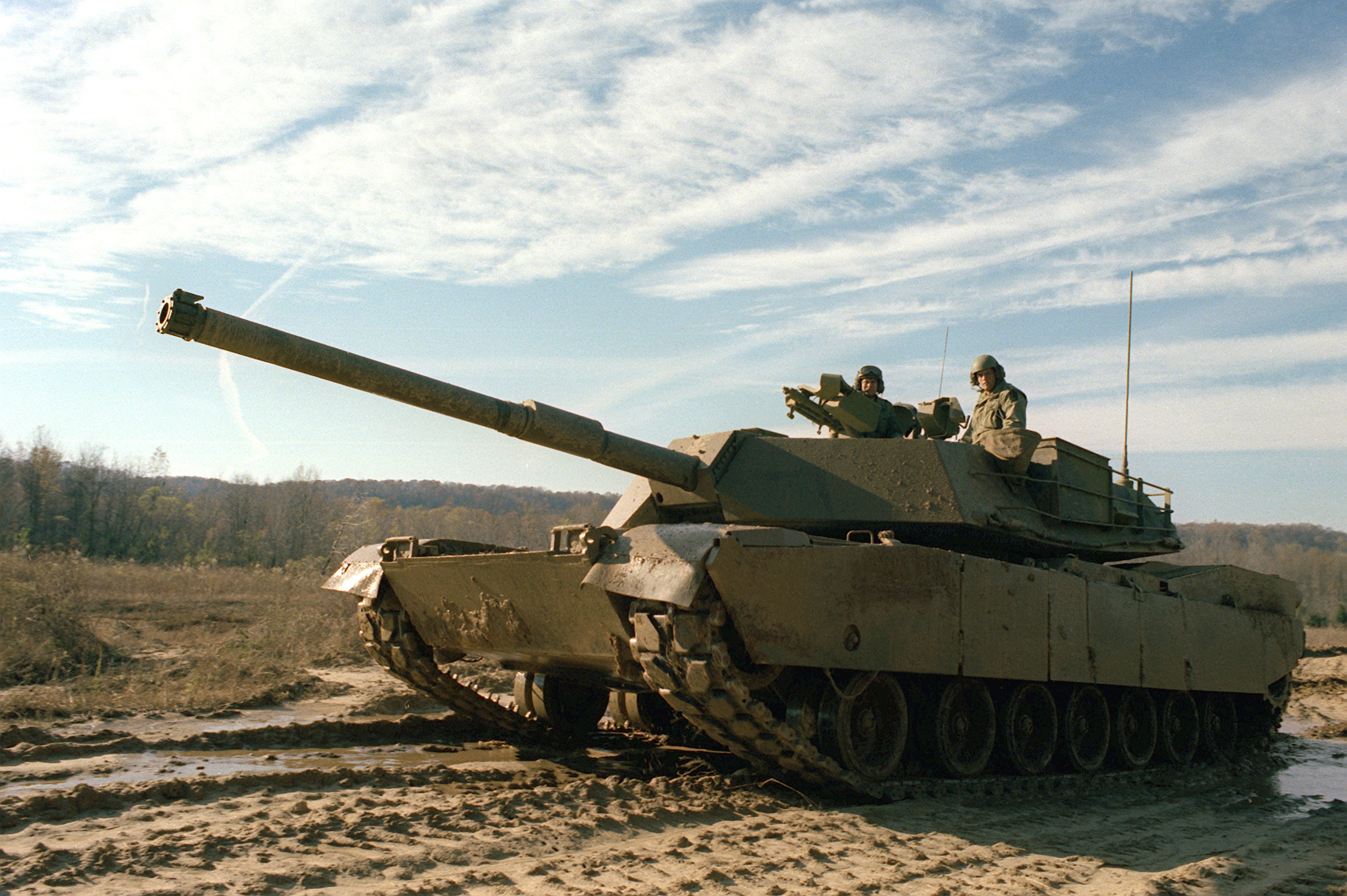
Американский предсерийный танк XM1 Abrams, первый основной боевой танк, оснащённый броней Chobham

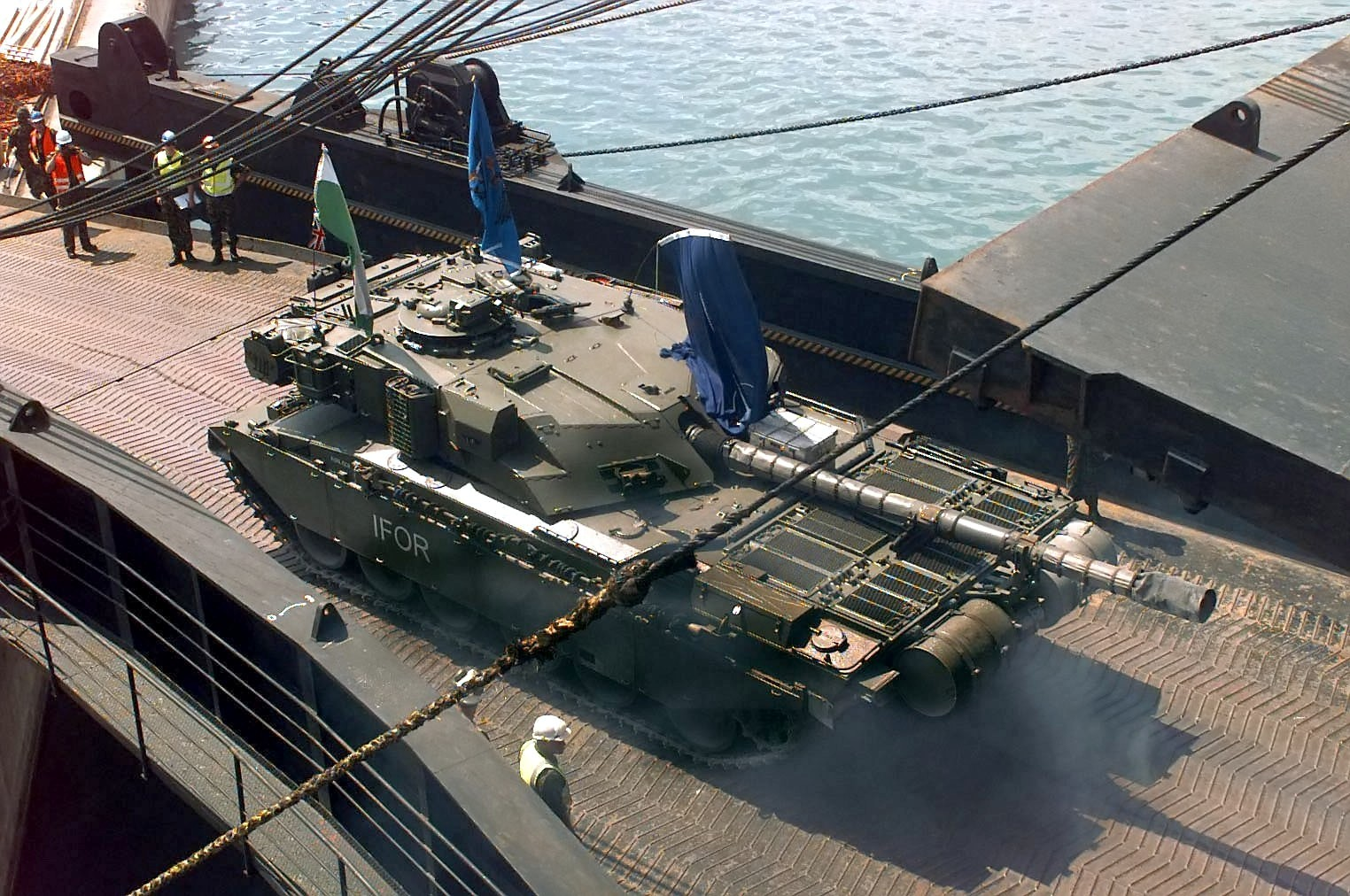
Челленджер 1 - второй основной боевой танк, оснащённый бронёй Chobham

1. ↑  Орфоэпически корректным является первый, фонетический вариант (-эм), традиционным вариантом русскоязычного написания является второй вариант (-ем),[1] также можно встретить транслитерационный вариант перевода (-хэм или -хам).
2. ↑  Буква h в данной позиции в слове является служебной и не читается. Поэтому, название брони тождественно названию населённого пункта, в честь которого названа, а именно Чобэм.

## Источник
https://military-history.fandom.com/wiki/Chobham_armour